# Albé
Albé (in tedesco Erlenbach, in alsaziano Erlebàch) è un comune francese di 451 abitanti situato nel dipartimento del Basso Reno nella regione del Grand Est.

## Società

### Evoluzione demografica
Abitanti censiti